# 颜单镇
颜单镇，是中华人民共和国江苏省盐城市建湖县下辖的一个乡镇级行政单位。

## 行政区划
颜单镇下辖以下地区：
单庄社区、任杨村、三虹村、漕桥村、沈杨村、楼港村、马路村和古虹村。